# Trigonoscuta yorbalindae
Trigonoscuta yorbalindae là một loài bọ thuộc họ Curculionidae. Nó là loài đặc hữu của Hoa Kỳ. Loài này đã bị tuyệt chủng,